# Nelson Wedekin
Nelson Wedekin (Mondaí, 1 de outubro de 1944) é um advogado, jornalista e político brasileiro.

## Vida
Nascido em Mondaí-SC, filho de João Batista Wedekin e de Bernardina Lemos Wedekin. Foi eleito vereador em Joaçaba em 1969, porém, no ano seguinte, foi pressionado pelos militares a deixar o cargo por segurança. Ingressou no curso de direito na Universidade Federal de Santa Catarina em 1966, no qual estudou até o quarto ano, tendo transferido sua faculdade para São Paulo (Faculdade de Direito de Mogi das Cruzes), onde se formou em 1970. Transferiu sua faculdade devido à pressão de agentes do exército sobre ele e sua família, tendo sofrido processo na Lei de Segurança Nacional por três anos durante a ditadura militar, ao final do qual foi absolvido. Posteriormente estudou jornalismo em São Paulo (ingresso em 1970 e formatura em 1974) e, na volta para Santa Catarina, em 1976, advogava em favor dos presos políticos locais. Teve um papel de destaque ao defender os estudantes da Universidade Federal de Santa Catarina envolvidos no episódio da Novembrada, em 1979.

## Carreira
Foi deputado à Câmara dos Deputados na 47ª legislatura (1983 — 1987), eleito pelo Partido do Movimento Democrático Brasileiro (PMDB), e também senador constituinte pela 48ª e 49ª legislaturas, de 1987 a 1995. A partir de 2003 passou a atuar na iniciativa privada e deixou de militar na política partidária. A partir de 2009 até os dias atuais passou a escrever uma coluna semanal no jornal "O Sul" de Porto Alegre sob o pseudônimo de "Tito Guarniere", onde escreve sobre política, economia e comportamento.